# Posthumanisme
Posthumanisme ('na' het humanisme) is nauw verwant aan het transhumanisme en is de studie, het geloof en de promotie van het idee dat de tegenwoordige menselijke vorm gelimiteerd is. De moderne mens zou volgens 'transhumanisten' 'verbeterd' of overstegen moeten worden met behulp van biotechnieken en cybernetica. Zodoende zou hij overgaan tot het posthumanisme. Posthumanisten zijn wat de transhumanisten willen worden.

## Definitie
Een definitie van een posthuman zegt:

"Posthumans are persons of unprecedented physical, intellectual, and psychological capacity, self-programming, self-constituting, potentially immortal, unlimited individuals."

Vrij vertaald: "Posthumans zijn personen met ongeëvenaarde lichamelijke, intellectuele en psychische mogelijkheden, zelf-programmerende, zelfstandig en onafhankelijk handelende, potentieel onsterfelijke, ongelimiteerde individuen."

## De mensheid in het posthumanisme
Naar de mening van verschillende onderzoekers zal het posthumanisme als 'ontwikkelingsfase' van de mensheid geen lange tijd duren. Als de technische mogelijkheid om lichamelijke en psychische capaciteiten te veranderen/uitbreiden er eenmaal is zal de mensheid snel uiteenvallen in sub-soorten die onderling steeds minder gemeen zullen hebben en ieder in een eigen richting zullen verder evolueren. Er zullen dan vele, ook onderling steeds meer verschillende, 'posthumans' zijn die als 'mens' onherkenbaar zijn geworden voor de tegenwoordige mens. Wellicht verregaand symbiotisch met cybernetica en technische uitbreidingen of misschien wel ontwikkeld tot iets totaal onvoorstelbaars. Dit laatste menen onderzoekers die in de toekomst de fase van een technologische singulariteit zien aankomen. Dit is een toekomstige fase in de technologische en wetenschappelijke vooruitgang die zo vergevorderd en snel is geworden dat ze niet meer te volgen en begrijpen is voor hedendaagse mensen. Men kan zelfs zeggen dat de vroegere mens als een afgegrensde soort dan niet meer bestaat op wat archaïsche resten na, zoals de amish en soortgelijke groepen die moderne technologie afwijzen en die dan na verloop van tijd waarschijnlijk de wereld voor zich alleen hebben. De hoofdstroom van de 'menselijke' evolutie zal zich dan 'élders' afspelen.

## Fictie
Wat deze verdere evolutie mogelijk inhoudt is een bron van veel speculatie. In sciencefiction worden soms posthumanistische maatschappijen uit de toekomst beschreven. Sommige schrijvers zoals Vernor Vinge gaan ervan uit dat het onmogelijk is om iets zinnigs hierover te zeggen, alleen al omdat de tegenwoordige mens zich niets kan voorstellen bij bovenmenselijke intelligentie. In zijn roman A Fire Upon the Deep (1992) (nl: Dagen des Oordeels) doet hij wel een poging. Wellicht smelt de gehele mensheid samen tot een enkele superintelligentie zoals in de roman Vacuum Flowers (1987 - nl:Bloeiend Vacuüm) van Michael Swanwick. Anderen menen dat de individuele mens zich tot goden zullen ontwikkelen die het heelal zullen beheersen of misschien wel dit heelal verlaten en in het multiversum hun eigen privé universum scheppen naar hun eigen specificaties. Een voorbeeld hiervan gaf Philip José Farmer met zijn The Maker of Universes (1965 - nl:De Schepper van het Universum).
Een voorbeeld van een posthumanistische maatschappij in haar beginstadium geeft Bruce Sterling in zijn verhaal Schismatrix (1985). Andere bekende sf-auteurs die post-humanistische werelden beschrijven zijn Greg Egan en Charles Stross. Stross stelt zich voor in zijn verhalenbundel Accelerando (2005) dat de mensheid zichzelf 'uploadt' in een onbegrensde 'virtuele wereld'. Om genoeg 'computronium' beschikbaar te hebben waarop deze virtuele wereld kan draaien worden alle planeten van het zonnestelsel ontmanteld om hun materie in geschikte computerprocessors te transformeren. Nog extremer stelt de filosoof Nick Bostrom het: wellicht leeft de tegenwoordige mens al in een schijnwereld en is het hele zichtbare universum ook een virtuele wereld of simulatie, zoals getoond in de film The Matrix, die een posthumanistische entiteit voor zijn ondoorgrondelijke doeleinden laat draaien. Overigens stellen sommige religies ook al dat de wereld een schijnwereld is of illusie, zoals het hindoeïsme. Hiervoor heeft de hindoe het begrip maya.